# Mediteranska prehrana
Mediteranska ili sredozemna prehrana  sastoji se od skupine vještina, znanja i običaja koji povezuju krajolik s trpezom, uključujući način uzgoja usjeva, žetve, ribolova, čuvanja hrane, njezine obrade i priprave, a ponegdje i način njezine konzumacije.

## Odlike
Mediteransku prehranu odlikuje nutricionistički model koji se na području Sredozemlja očuvao stoljećima, a koji sadrži uglavnom maslinovo ulje, žitarice i mahunarke, svježe ili sušeno povrće, umjerene količine ribe, mliječnih proizvoda i mesa, te razne priloge i začine, uz pratnju vina ili infuzija, uvijek poštujući uvjerenja svake zajednice (tako se u sjevernoj Italiji za kuhanje koristi svinjska mast i maslac dok se maslinovo ulje uglavnom koristi kao preljev za salate i kuhanje povrća, a u sjevernoj Africi se zbog vjerskih uvjerenja izbjegava uporaba vina). Danas je ovaj način prehrane prepoznat i od 1990-ih se preporučuje se kao način zdrave prehrane.
Mediteranska dijeta (od grč. diaita, što znači „način života”) čini mnogo više od same hrane. Ona promiče društvene međuodnose jer je objed u društvu temelj društvenih običaja i svečanosti. Uz nju je nastalo i razvilo se raznoliko znanje, pjesme, uvjerenja, predaje i legende. Ovaj sustav ukorijenjen je u velikom poštovanju područja i njegove bioraznolikosti, te osigurava zaštitu i razvoj tradicijskih djelatnosti i obrta povezanih s ribarstvom i poljoprivredom sredozemnih zajednica kao što su npr. Soria u Španjolskoj, Koroni u Grčkoj, Cilento u Italiji i Chefchaouen u Maroku, koji su tek neki od mnogih. Zbog toga je mediteranska prehrana upisana kao UNESCO-ova nematerijalna svjetska baština ove četiri zemlje.
Također, žene imaju posebno presudnu ulogu u prijenosu stručnosti i znanja određenih rituala, narodnih izričaja i slavlja, kao i u očuvanju mnogih tehnika.

## Medicinska istraživanja
Iako ju je prvi put opisala američka liječnica Ancel Keys u Salernu (Italija) još 1945. godine, sredozemna je prehrana postala općeprihvaćena i priznata tek 1990-ih nakon tzv. „Studije sedam zemalja”. Ova studija dokazala je svojevrstan paradoks jer su se stanovnici Sredozemlja, iako obilno unose masnoće, pokazali otporniji na kardiovaskularne bolesti, od stanovnika SAD-a koji unose slične količine masnoća.
Jedno od poznatijih objašnjenja sredozemne prehrane ponudio je dr. Walter Willett s Harvardskoga sveučilišta polovicom 1990-ih. U svojoj knjizi koju je napisao za opću javnost opisao ju je kao „model prehrane tipičan za Kretu i ostatak Grčke, te južnu Italiju do ranih 1960-ih”, koja uz „redovitu tjelesnu aktivnost” podrazumjeva „obilne količine hrane biljnoga podrijetla, svježe voće kao dnevni desert, maslinovo ulje kao osnovni izvor masnoća, mliječne proizvode (uglavnom sir i jogurt), te malenu do umjerenu konzumaciju ribe, peradi i vina, od nula do najviše četiri jajeta tjedno, te malu količinu crvenoga mesa”. Ukupan udio masti u ovakvoj prehrani je 25% do 35% kalorija, od čega zasićene masnoće iznose tek 8% kalorija.
Kasnija epidemiološka istraživanja potvrdila su kako su nezasićene masnoće u maslinovu ulju, posebice oleinska kiselina, povezane sa smanjivanjem opasnosti od srčanih bolesti. Nadalje, antioksidansi u maslinovu ulju pospješuju regulaciju kolesterola i sniženja razina njegova oblika manje gustoće (LDL-a), što ima za posljedicu protuupalne i anti-hipertenzivne učinke.

## Poveznice
- Sredozemna kuhinja

## Vanjske poveznice
- Članak HICa:zdrava hrana, zdrav život  Arhivirana inačica izvorne stranice od 15. prosinca 2011. (Wayback Machine)
- Tajne mediteranske prehrane  Arhivirana inačica izvorne stranice od 29. srpnja 2016. (Wayback Machine), Europsko vijeće o hrani (engl.)
- The Mediterranean Diet Pyramid  Arhivirana inačica izvorne stranice od 3. siječnja 2010. (Wayback Machine), Oldways (engl.)
- Talijanski projekt za promidžbu i proširenje mediteranske prehrane  Arhivirana inačica izvorne stranice od 9. rujna 2012. (Wayback Machine), Federsanità-ANCI – 2010. – 2012. (tal.) (engl.)